# Mikrosamochód

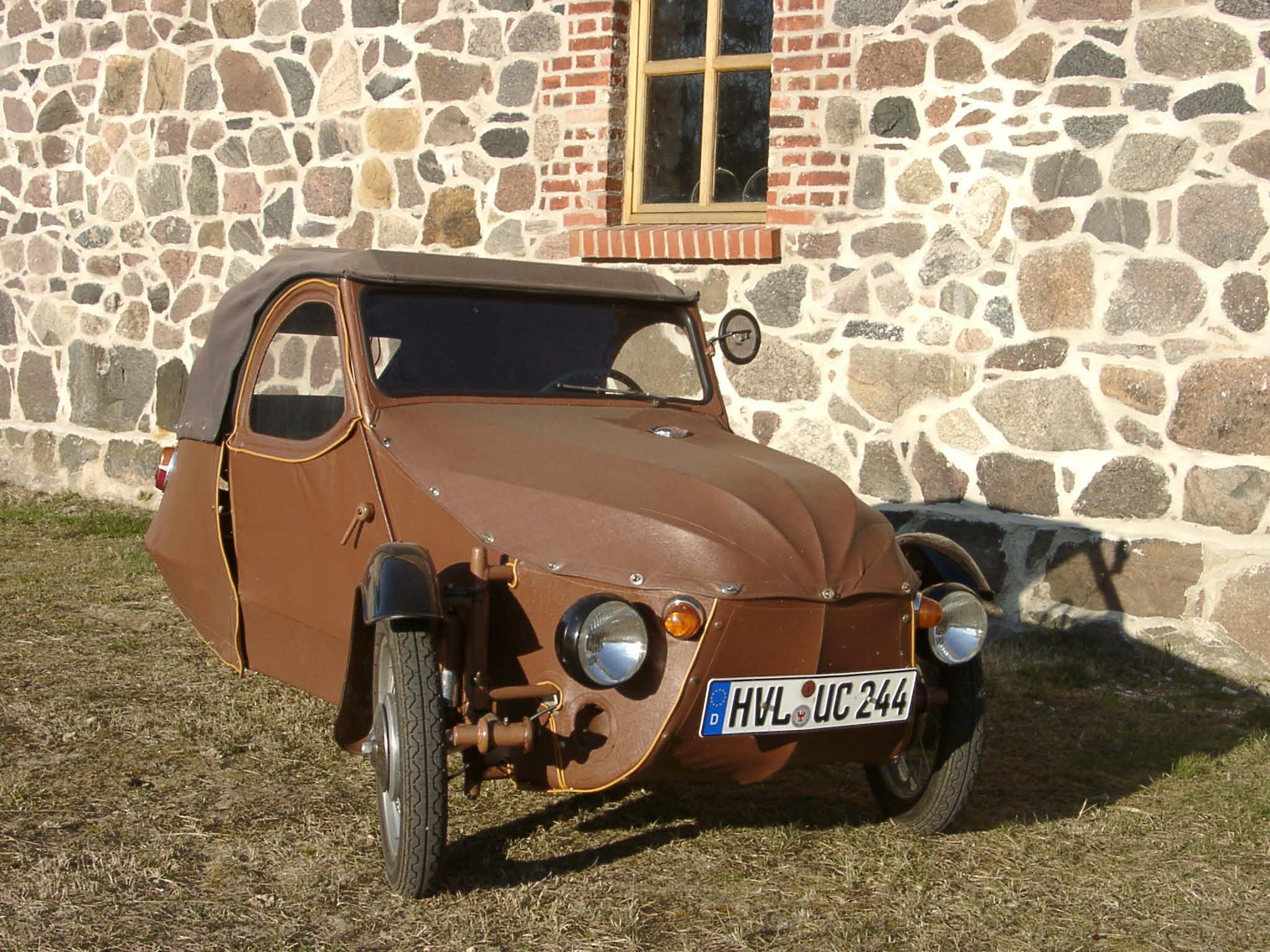
Velorex 16/350

Mikrosamochód (ang. microcar) – określenie używane w odniesieniu do małego samochodu, którego masa własna nie przekracza zwykle 550 kg.
Mikrosamochody są często zaliczane do autosegmentu A. W przypadku jednak niektórych krajów stworzono regulacje prawne, które pozwalają wyodrębnić je jako oddzielną klasę samochodów.

## Charakterystyka
Przyjmuje się, że za mikrosamochód należy uznać taką konstrukcję, która ma do 3 metrów długości, przestrzeń wewnętrzną w granicach 2,4 m³ i napędzana jest silnikiem elektrycznym o mocy maksymalnej do 15 kW (ok. 20 KM) lub silnikiem spalinowym do 1 litra pojemności skokowej. Najczęściej spotykane w tej kategorii są samochody z silnikami benzynowymi o pojemności 50 cm³ i 505 cm³ oraz z silnikami elektrycznymi 4 kW i 15 kW.
Segment mikrosamochodów powstał wraz z rozwojem motoryzacji na początku XX w. Największą popularnością cieszył się po zakończeniu II wojny światowej w zachodniej Europie ze względu na ograniczenia w produkcji pełnowymiarowych samochodów osobowych, a także z uwagi na stosunkową prostotę konstrukcji i niską cenę auta (np. BMW Isetta, Fiat 500, Glas Goggomobil, Messerschmitt KR 175 i KR 200). W Japonii mikrosamochody w dużym stopniu przyczyniły się do rozwoju tamtejszego przemysłu motoryzacyjnego i dały początek segmentowi samochodów typu keijidōsha (kei car).
W krajach socjalistycznych, gdzie gospodarka była planowa, ten rodzaj pojazdów był również znany. W odróżnieniu jednak od państw gospodarki kapitalistycznej nie przywiązywano do ich produkcji większej uwagi i nie liczono się z potrzebami rynku. Jedyną grupą społeczną, która miała większy dostęp do tego typu automobili, byli inwalidzi (Velorex, Simson DUO, SMZ S-3D).
W produkcji mikrosamochodów przodują kraje śródziemnomorskie Europy (przede wszystkim Francja i Włochy). Najbardziej znanymi współczesnymi producentami takich pojazdów są:
| - Aixam (Francja) - Bellier (Francja) - Casalini (Włochy) - Chatenet (Francja) | - Piaggio (Włochy) - Ligier (Francja) - Microcar (Francja) - Secma (Francja) |

W Polsce samochody tego typu zaczęły powstawać od lat 50. XX wieku. Były to w większości konstrukcje amatorskie budowane w jednym egzemplarzu lub auta prototypowe. Jedynym mikrosamochodem produkowanym seryjnie w Polsce na większą skalę był Mikrus MR-300 (1957–1960).

## Współcześni producenci mikrosamochodów

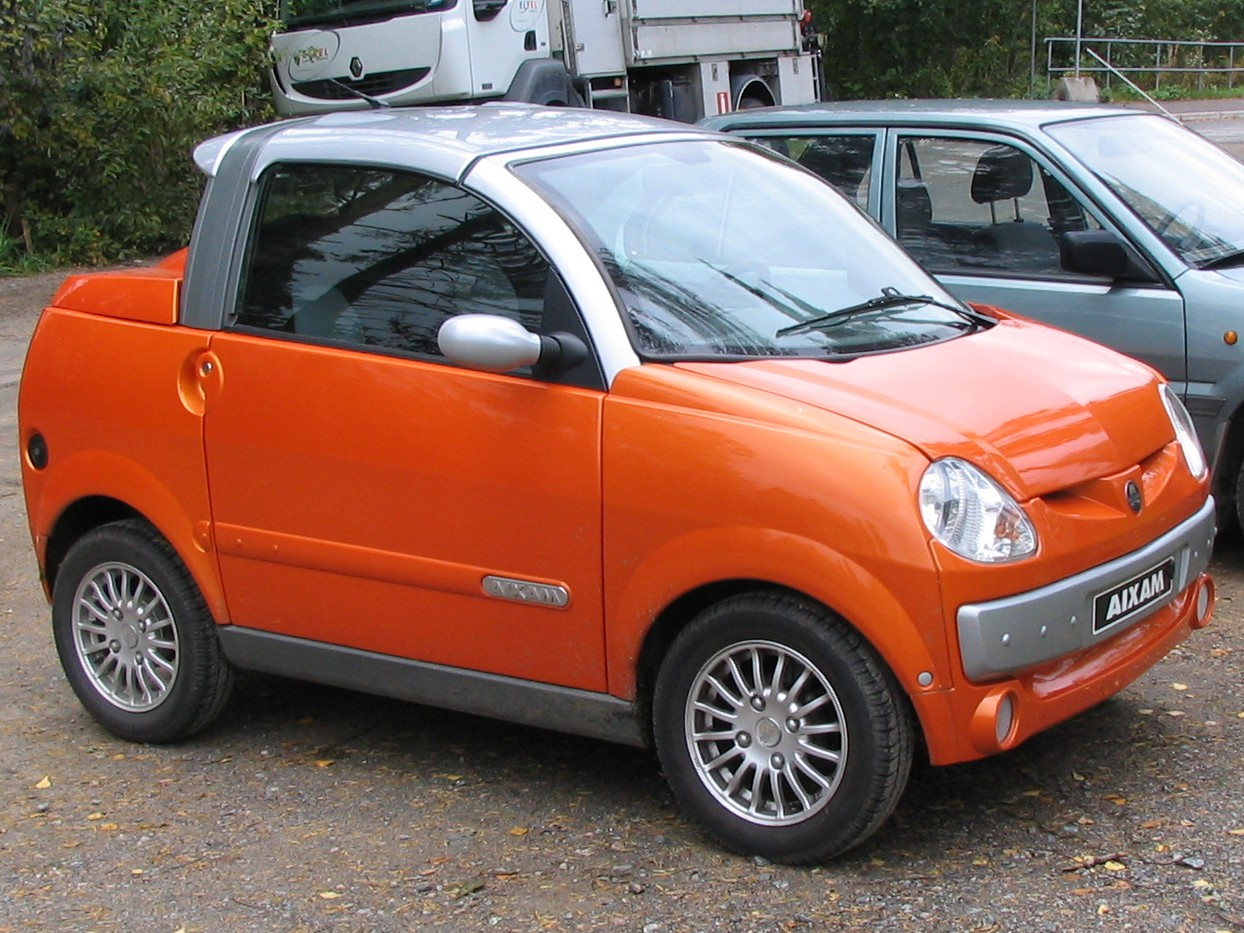
Aixam Scouty R

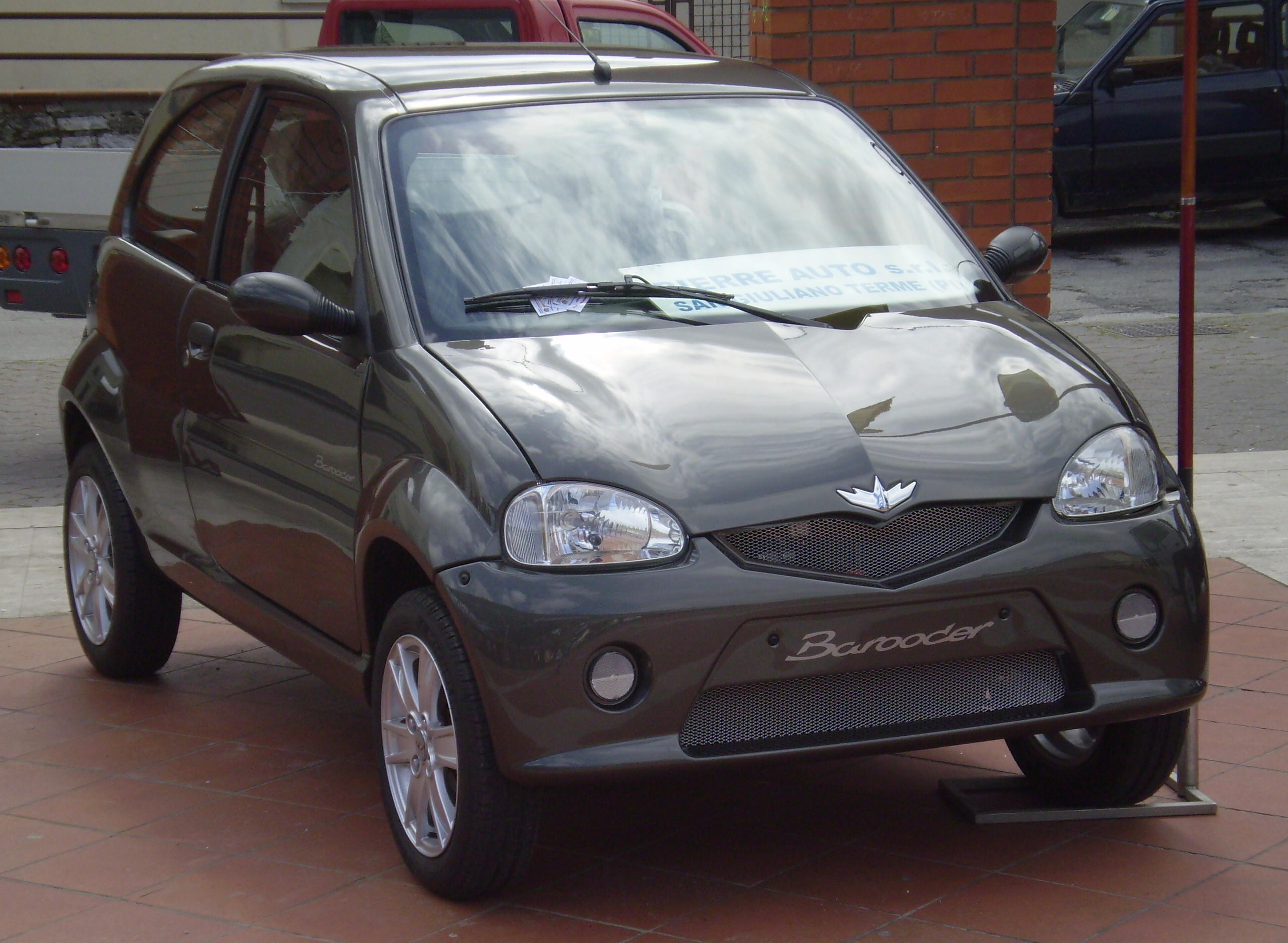
Chatenet Barooder

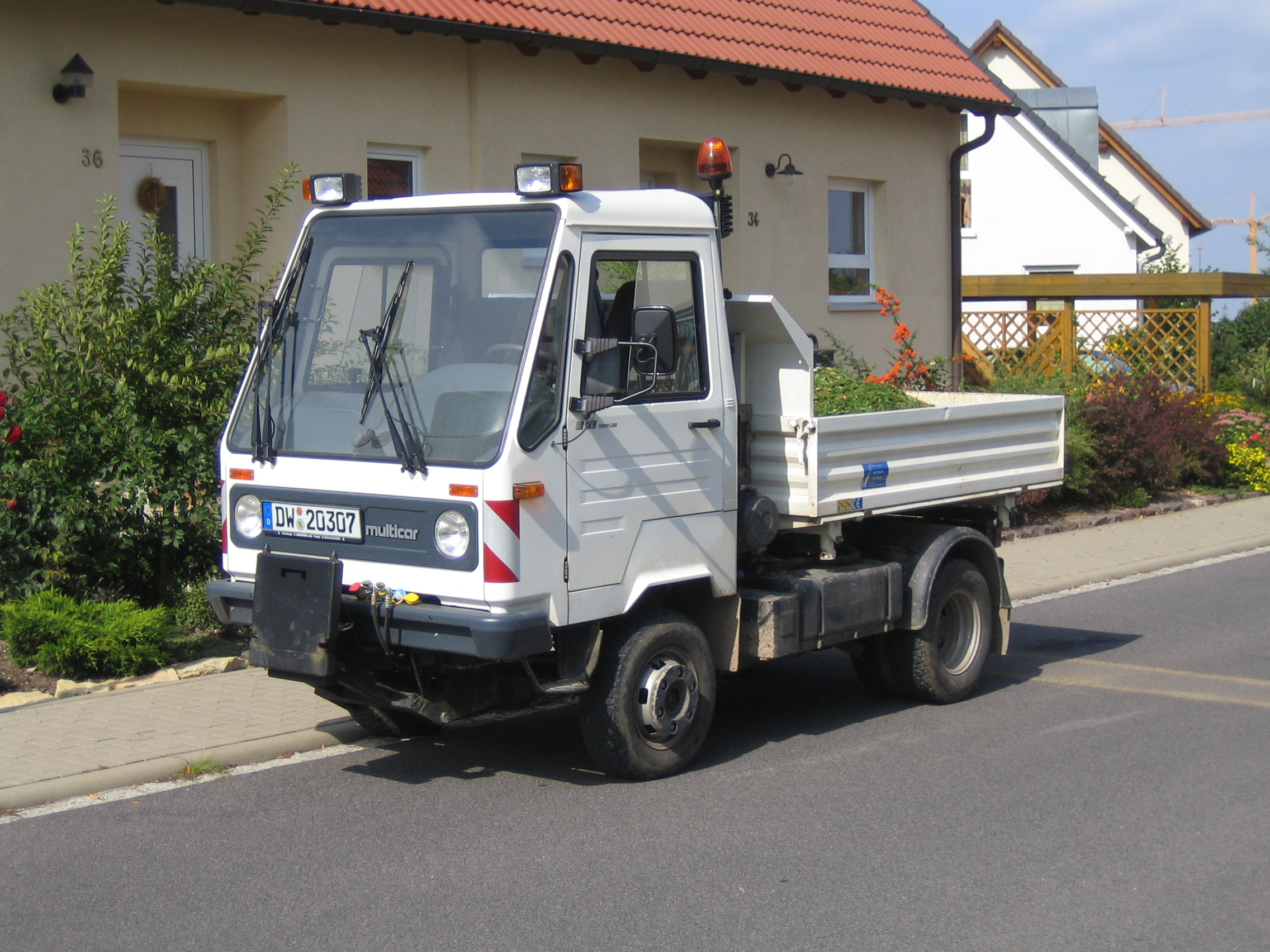
Multicar M 26

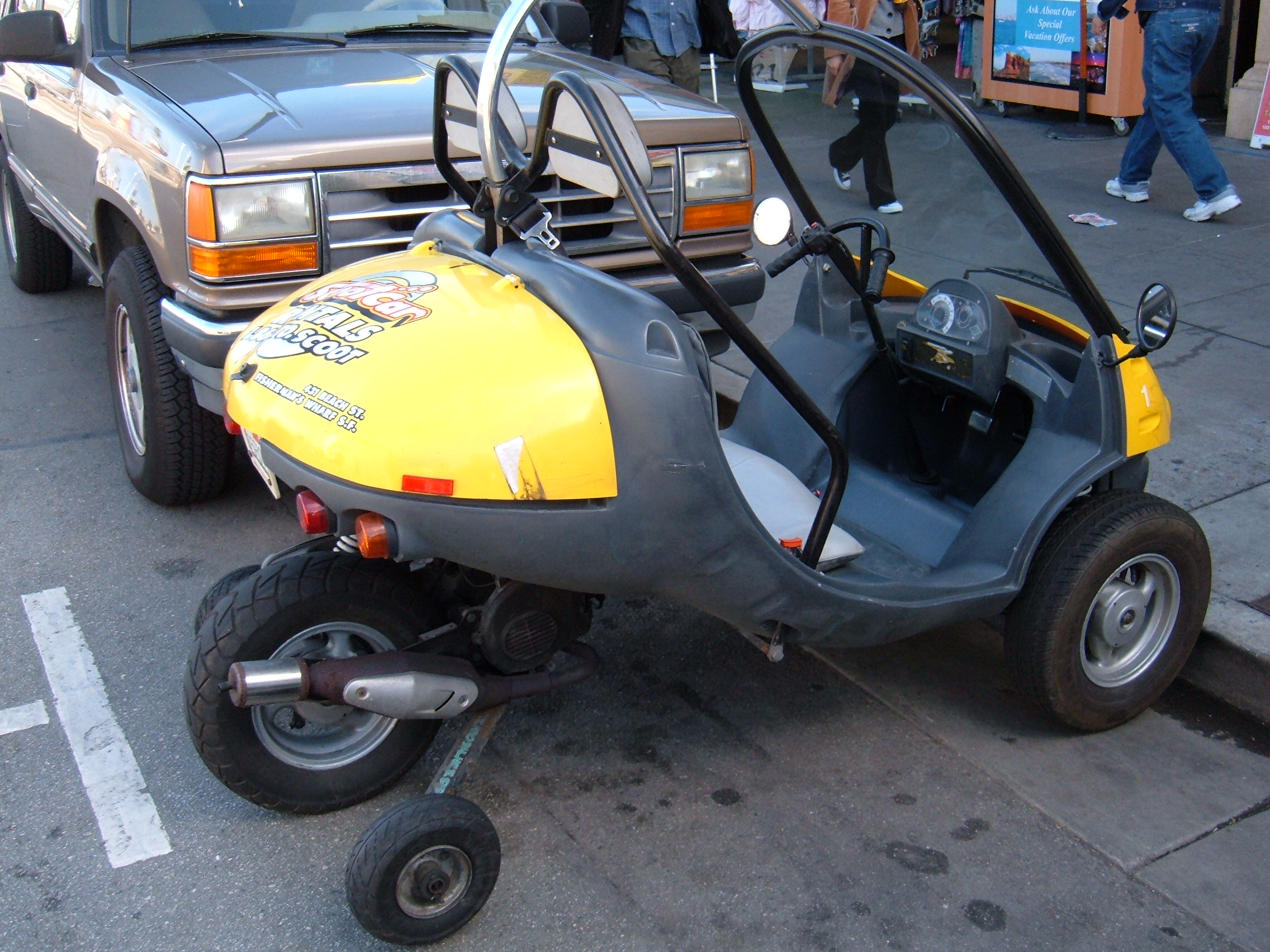
SECMA Fun Tech 50

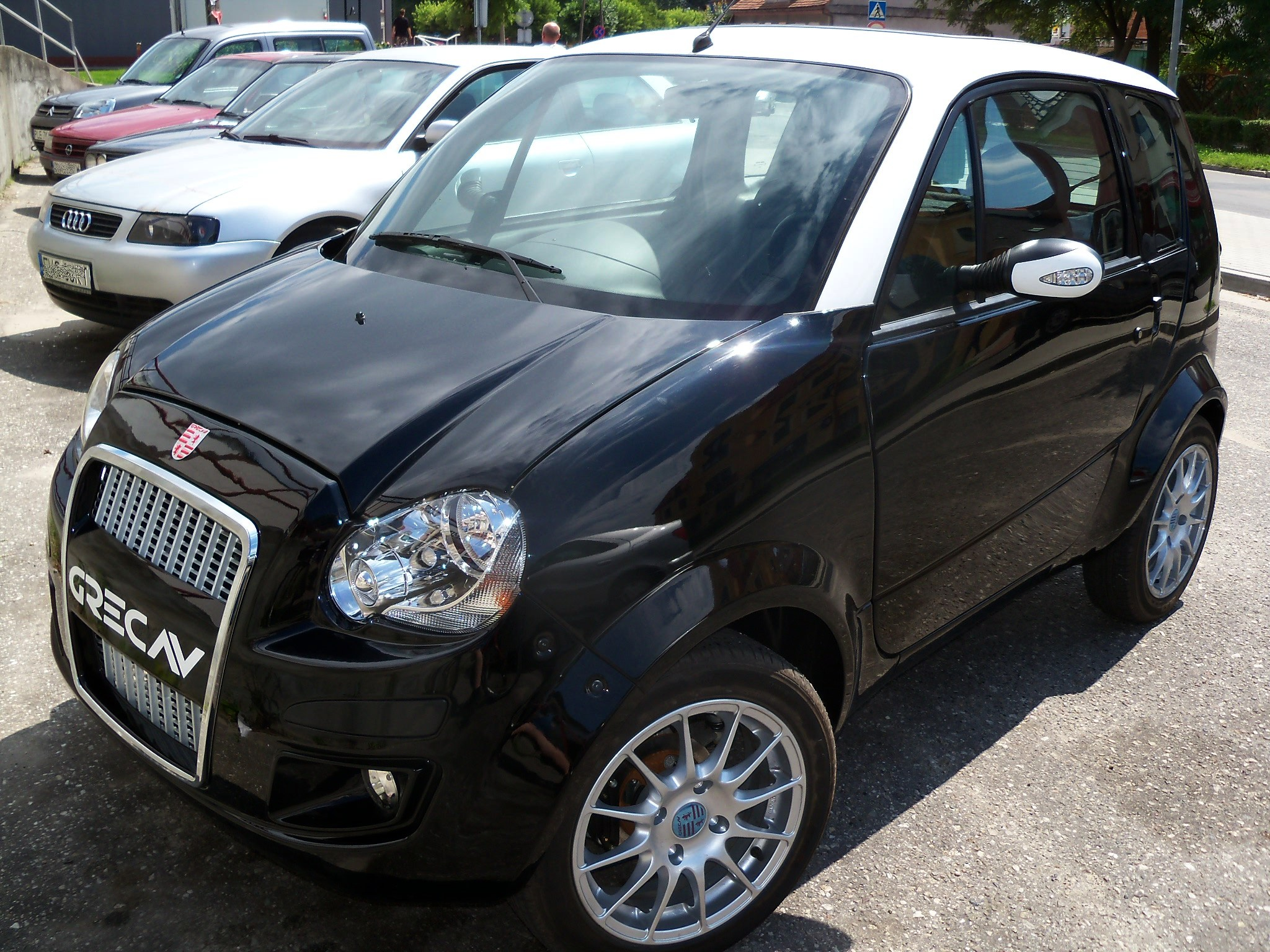
Grecav Sonique DCI

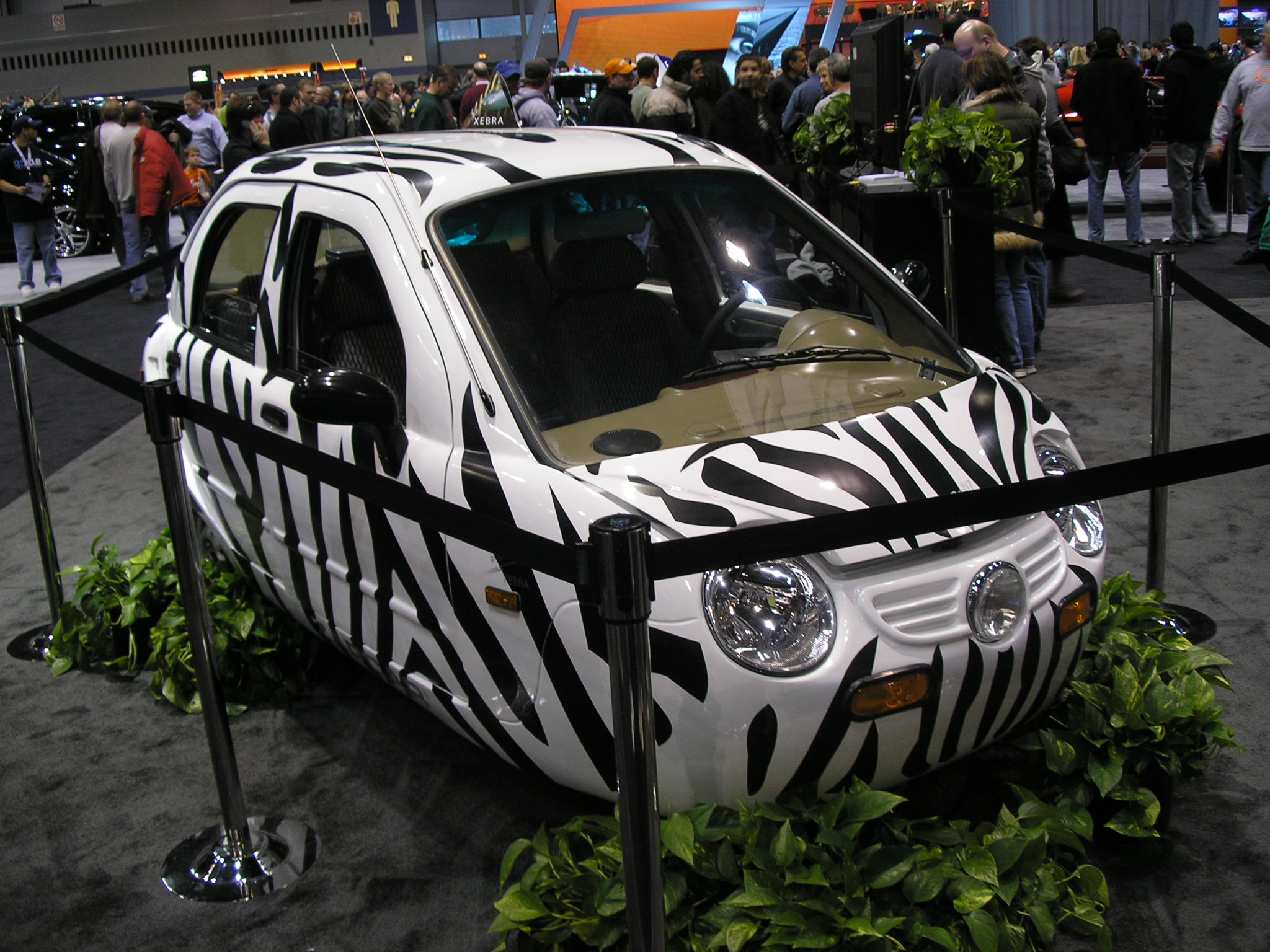
ZAP Xebra

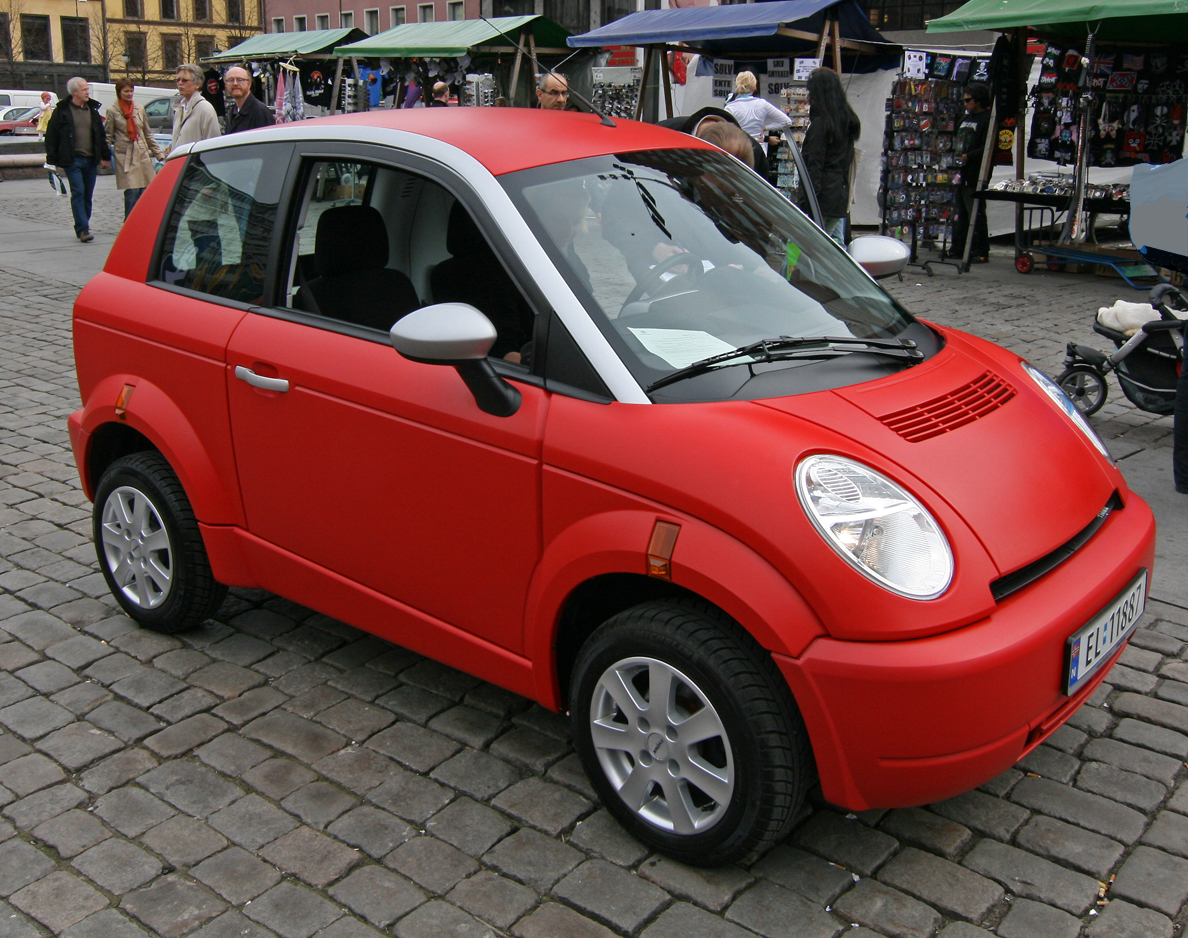
Think City II

### Azja
Chiny
- Innovech
- Jiayuan
- Juli
- Pioneer
- Sandi

Indie
- REVA
- Tata Motors

Japonia
- Auto EV
- CQ Motors
- Mitsuoka

Korea Południowa
- ATT R&D

### Europa
Czechy
- Havel
- Jawa Auto

Francja
- Acrea
- Aixam
- Bellier
- Chatenet
- Ligier
- Microcar
- SECMA
- Simpa JDM

Hiszpania
- Vexel

Holandia
- Fox
- Waaijenberg

Niemcy
- Citycom
- Multicar
- Streetkart
- Treffpunkt Zukunft

Norwegia
- Elbil Norge
- Think

Polska
- Beta Plus
- ZNTK Radom
- Melex
- Impact Automotive
- Triggo

Szwajcaria
- SAM

Wielka Brytania
- Peel Engineering Company

Włochy
- Casalini
- Effedi
- Garage Italia
- Giottiline
- Grecav
- Italcar
- Piaggio
- Start Lab
- Tazzari
- Town Life

### Ameryka Północna
Kanada
- Dynasty
- Westward

Stany Zjednoczone
- Commuter Cars
- GEM
- Myers Motors
- ZAP

### Ameryka Południowa
Brazylia
- Edra
- Obvio